# Rupan Sansei - Cagliostro no shiro (videogioco 1987)
Rupan Sansei - Cagliostro no shiro (ルパン三世 カリオストロの城?, Rupan Sansei - Kariosutoro no shiro, lett. "Lupin III - Il castello di Cagliostro") è un videogioco d'azione giapponese basato su Lupin III di Monkey Punch, prodotto da Toho nel 1987 per MSX.
È basato sull'omonimo film cinematografico del ladro gentiluomo Il castello di Cagliostro.

## Modalità di gioco
Il gioco ha 8 livelli. Per completare ogni livello bisogna trovare i due anelli del film e l'uscita del castello. Nel percorso si possono anche prendere vari oggetti, come torce e pallottole, da usare durante lo stesso livello. Nella parte superiore dello schermo vi sono le informazioni su livelli, punteggi, vite rimaste e oggetti trovati. Quando si trova un bollitore con l'acqua calda, la vita si allunga.